# Microstomus
Microstomus — рід правобоких камбалоподібних риб родини камбалових (Pleuronectidae). Рід поширений на півночі Тихого океану та північному сході Атлантики.

## Етимологія
Назва Microstomus походить з грецьких слів μικρὸς (mikros), що означає "малий", і στόμα (stoma), що означає "рот".

## Опис
Як і всі риби з родини Pleuronectidae, риби роду Microstomus мають асиметричне сплощене тіло, а їхні очі розташовані на одній (правій) стороні тіла.

## Класифікація
Рід містить чотири види:
- Microstomus achne (D. S. Jordan & Starks, 1904)
- Microstomus kitt (Walbaum, 1792)
- Microstomus pacificus (Lockington, 1879) (Dover sole)
- Microstomus shuntovi Borets, 1983